# Klinická farmakologie
Nástavbový medicínský obor pro lékaře specializované v interním či dětském lékařství a pro geriatry. Cílem oboru je studovat a objektivně hodnotit účinky léků u zdravého i nemocného člověka. Současně jde o vědeckou disciplínu, která je nástavbou na farmakologické vědy.
Klinická farmakologie se zabývá širokou škálou poznatků, od studií molekulárního působení farmak po populační studie efektu léků. Propojuje lékařskou praxi a laboratorní výzkum. Hlavním zaměřením oboru i disciplíny je podpora bezpečnosti léků a bezpečné preskripce, maximalizace léčebných účinků farmak a minimalizace nežádoucích efektů.
V České republice je klinická farmakologie lékařským oborem. V některých evropských zemích, jako Nizozemsko či Francie, a také ve Spojených státech amerických přestala být klinická farmakologie doménou medicíny, ale v oboru se vzdělávají a specializují současně farmaceuti.
Nástavbové studium pro lékaře probíhá v ČR na pracovištích klinické farmakologie v rozsahu minimálně 24 měsíců formou specializovaného výcviku. Specializace vyžaduje získání teoretických i praktických znalostí a dovedností při objektivním hodnocení účinků léčiv, a to jak u zdravého člověka, tak i u i nemocného pacienta. Klinický farmakolog musí být odborníkem na navrhování úprav diagnostického a léčebného postupu. Přestože jde v ČR o specializaci výhradně lékařskou, je kladen důraz i na mezioborovou spolupráci a metodiku zaměřenou zejména na výzkum, výchovu a servis.